# Kaluvehalli, Challakere
Kaluvehalli là một làng thuộc tehsil Challakere, huyện Chitradurga, bang Karnataka, Ấn Độ.